# Erebia elwesi
Erebia elwesi är en fjärilsart som beskrevs av Staudinger-rebel 1895. Erebia elwesi ingår i släktet Erebia och familjen praktfjärilar. Inga underarter finns listade i Catalogue of Life.